# أستراليا في الألعاب البارالمبية الشتوية 2010
في الألعاب البارالمبية الشتوية لعام 2010 في فانكوفر، كولومبيا البريطانية، كندا، أرسلت أستراليا 11 رياضياً للتنافس مع 42 دولة مشاركة أخرى. تألف الوفد من 3 مرشدين مبصرين و17 من أفراد الطاقم الداعم. وكان هذا أكبر وفد أرسلته أستراليا إلى دورة ألعاب بارالمبية شتوية. وقد شاركت أستراليا في جميع دورات الألعاب البارالمبية الشتوية منذ نشأتها.
في عام 2010، أصبح دومينيك مونيبيني رابع رياضي أسترالي يشارك في كل من الألعاب البارالمبية الصيفية والشتوية، إلى جانب كيرا غرونسوند، أنطوني بوناكورسو، ومايكل ميلتون. في الفترة التي سبقت ألعاب 2010 الشتوية، كان تسعة من بين الرياضيين الأستراليين الإحدى عشر قد حققوا مراكز ضمن العشرة الأوائل في مسابقات بارالمبية أو كأس العالم أو بطولات العالم في فئتهم.
نظرًا لعدد المتنافسين (502 متسابقًا)، كانت الألعاب البارالمبية الشتوية لعام 2010 الأكبر من نوعها، مقارنة بدورة تورينو 2006 التي شاركت فيها 39 دولة فقط. ومن بين الدول المشاركة، كانت هذه أول دورة ألعاب بارالمبية شتوية تشارك فيها كل من الأرجنتين، البوسنة والهرسك، رومانيا، الاتحاد الروسي، وصربيا.

## تصنيف الإعاقة
يتم تصنيف كل مشارك في الألعاب البارالمبية ضمن واحدة من خمس فئات من الإعاقة؛ البتر، وقد يكون خلقيًا أو ناتجًا عن إصابة أو مرض؛ الشلل الدماغي؛ الرياضيون على الكراسي المتحركة، وغالبًا ما يكون هناك تداخل بين هذه الفئة وفئات أخرى؛ ضعف البصر بما في ذلك العمى؛ و"الآخرون"، أي إعاقة جسدية لا تندرج بدقة ضمن الفئات السابقة، مثل القزامة أو التصلب المتعدد.
لكل رياضة بارالمبية تصنيفاتها الخاصة، بناءً على المتطلبات الجسدية للمنافسة. تُعطى الأحداث رموزًا تتألف من أرقام وحروف، تصف نوع الحدث وتصنيف الرياضيين المشاركين. الأحداث التي تحتوي على حرف "B" مخصصة للرياضيين ذوي الإعاقة البصرية، الرموز من LW1 إلى LW9 مخصصة للرياضيين الذين يتنافسون وقوفًا، ومن LW10 إلى LW12 للرياضيين الذين يتنافسون جلوسًا. في ألعاب 2010، تم تصنيف مسابقات التزلج الألبي إلى ثلاث فئات: الجلوس، الوقوف، وضعف البصر. وتُستخدم التصنيفات الثلاثة نفسها لتجميع المتنافسين في التزلج الريفي على الثلج.

### تصنيفات الرياضيين

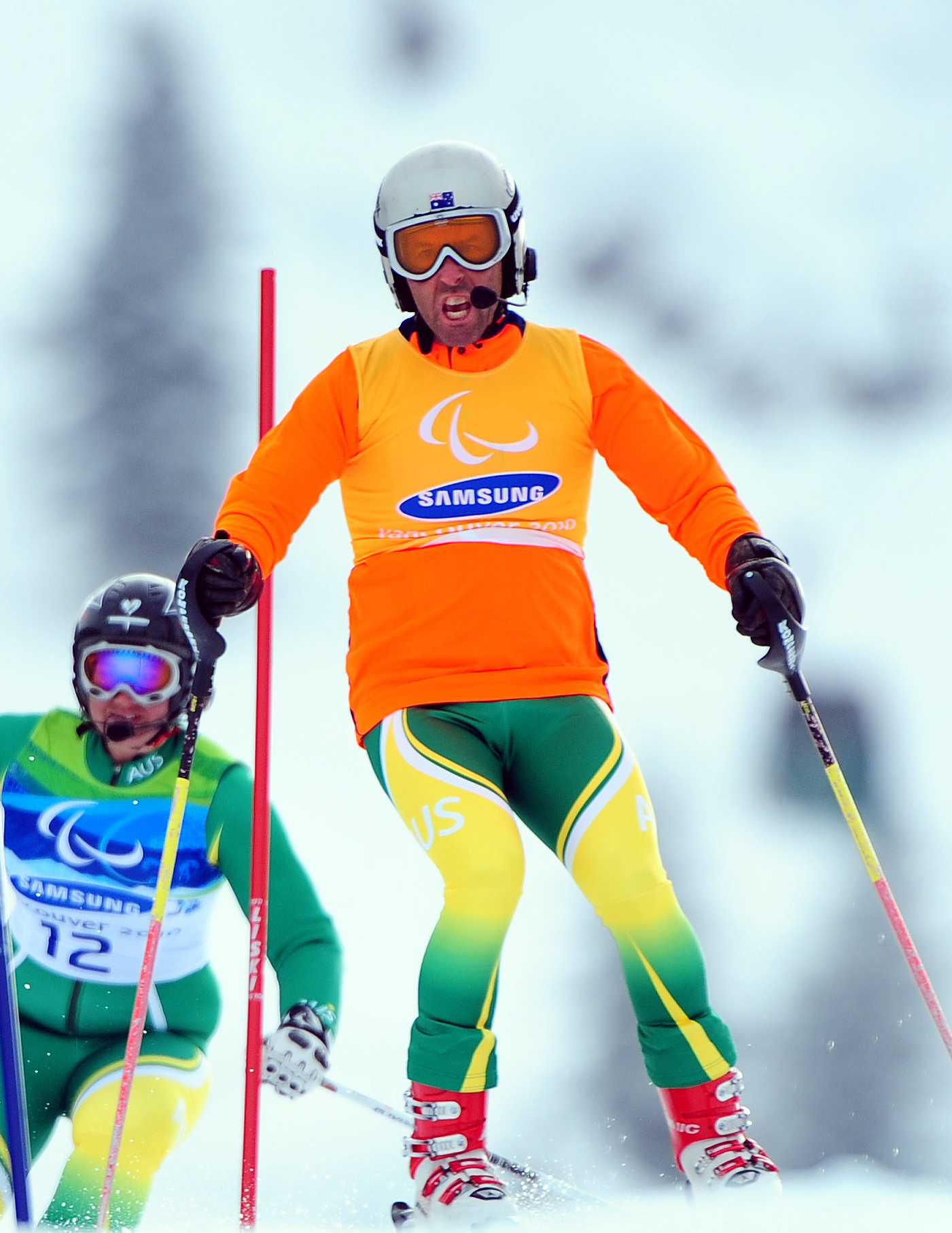
أندرو بور (المرشد) وميليسا بيرين، رياضي الفريق البارالمبي الأسترالي لعام 2010، في دورة الألعاب البارالمبية الشتوية في فانكوفر.

من بين 11 متنافسًا تنافسوا في دورة الألعاب البارالمبية 2010، كانت التصنيفات متباينة:
| رياضي                             | تصنيف                       | خلقي أو مكتسب              |
| --------------------------------- | --------------------------- | -------------------------- |
| ميليسا بيرين أندرو بور (مرشد)     | ب2                          | خلقي                       |
| جيسيكا غالاغر إريك بيكرتون (مرشد) | ب3                          | خلقي                       |
| بارت بونتينغ                      | ب1                          | خلقي                       |
| شانون دالاس                       | LW11 (الفصل الدراسي الجالس) | مكتسب (حادث في مكان العمل) |
| ميتشل جورلي                       | LW6/8 (الفئة الدائمة)       | خلقي                       |
| توبي كين                          | LW2 (الفئة الدائمة)         | مكتسب (حادث سيارة)         |
| مارتي مايبيري                     | LW3 (الفئة الدائمة)         | مكتسب (المكورات السحائية)  |
| جيمس ميلار                        | LW8 (الفئة الدائمة)         | خلقي                       |
| دومينيك مونيبيني                  | LW12 (الفصل الدراسي الجالس) | مكتسب (خريف)               |
| كاميرون راليس-رابولا              | LW2 (الفئة الدائمة)         | مكتسب (السرطان)            |
| نيكولاس واتس                      | LW2 (الفئة الدائمة)         | مكتسب (السرطان)            |

## الإدارة
المسؤولون عن الفريق كانوا:
- رئيس البعثة – مايكل هارتونغ
- مساعد رئيس البعثة – نيك دين
- المدربون – ستيف غراهام (المدرب الرئيسي)، ماثيو ليونز (المدرب الأول)، مايكل غولد (المدرب المساعد)، دانيال ويلاند (مدرب التزلج النوردي)
- الطاقم الطبي – جيف تومبسون (طبيب الفريق)، بريت روبنسون (معالج الأنسجة الرخوة)، جيسون باتشيل (عالم نفس)
- الإعلام – تيم مانيون (مدير)، مارجي ماكدونالد (ضابط الاتصال الإعلامي)
- الطاقم الداعم – كارولين ووكر (منسقة الألعاب)، آلان دين (دعم المعدات)، مايكل غوغان (ملحق)، كورتيس كريستيان (فني التزلج)[6]

## الرعاية وجمع التبرعات والإعلام
مكن برنامج الرعاية وجمع التبرعات اللجنة البارالمبية الأسترالية من توسيع قدرتها على تمويل الفريق الأسترالي. وقد قُدرت التكاليف بحوالي 1.25 مليون دولار في عام 2010، و9 ملايين دولار في عام 2012، و1.6 مليون دولار في عام 2014، مما أتاح دعم وتمويل برامج رياضية وتغطية تكاليف الإدارة.
تم بث الألعاب إلى الجمهور الأسترالي من خلال شبكة ABC عبر قناة ABC1 التي عرضت أبرز لقطات المنافسات يوميًا على مدار عشرة أيام.

## الميداليات والحائزون على الميداليات
رغم أن أستراليا لم تحقق عددًا كبيرًا من الميداليات مثل الدول القوية في الرياضات الشتوية، إلا أن الفريق الصغير أحرز ميدالية فضية (مارتي مايـبيري) وثلاث برونزيات (كاميرون راهلز-راهبولا ×2، جيسيكا غالاغر)، مما ضاعف عدد ميدالياتهم مقارنة بدورة تورينو 2006. وكانت جيسيكا غالاغر أول امرأة أسترالية تفوز بميدالية في الألعاب البارالمبية الشتوية.
على عكس الدورات السابقة، لم تكن الميداليات دائرية الشكل، بل مربعة ذات زوايا مستديرة وتتميز بتصميم يشبه الموجة. لم تُصنع أي ميدالية مشابهة لأخرى، مما جعل كل ميدالية فريدة من نوعها. استُوحي تصميم كل ميدالية من صور السكان الأصليين، وتضمنت شعار الدورة وشعار اللجنة البارالمبية الدولية. كُتب على كل ميدالية "Vancouver 2010 Paralympic Winter Games" باللغتين الفرنسية والإنجليزية، بالإضافة إلى "Vancouver 2010" بلغة بريل.
| رتبة | أمة      |          | ذهب | فضي | برونزي | المجموع |
| ---- | -------- | -------- | --- | --- | ------ | ------- |
| 1    | ألمانيا  | ألمانيا  | 13  | 5   | 6      | 24      |
| 2    | روسيا    | روسيا    | 12  | 16  | 10     | 38      |
| 3    | كندا     | كندا     | 10  | 5   | 4      | 19      |
| 4    | سلوفاكيا | سلوفاكيا | 6   | 2   | 3      | 11      |
| 5    | أوكرانيا | أوكرانيا | 5   | 8   | 6      | 19      |
| 16   | أستراليا | أستراليا | 0   | 1   | 3      | 4       |

| ميدالية | اسم                                   | رياضة                 | حدث                                  | تاريخ   |
| ------- | ------------------------------------- | --------------------- | ------------------------------------ | ------- |
| فضية    | Marty Mayberry                        | التزلج على جبال الألب | التزلج على المنحدرات للرجال – الوقوف | 18 مارس |
| برونزية | Jessica Gallagher إريك بيكرتون (مرشد) | التزلج على جبال الألب | التزلج المتعرج للسيدات - ضعاف البصر  | 14 مارس |
| برونزية | Cameron Rahles-Rahbula                | التزلج على جبال الألب | التعرج الرجالي – الوقوف              | 15 مارس |
| برونزية | Cameron Rahles-Rahbula                | التزلج على جبال الألب | سباق السوبر كومبين للرجال – الوقوف   | 20 مارس |

## جالب الحظ - التميمة
عند تسلمهم ميدالياتهم، تلقى كل فائز أسترالي نسخة صغيرة من تميمة الألعاب "سومي" والتي تعني "روح الحارس". سومي هو روح حيوان يُعتقد أنه يعيش في جبال كولومبيا البريطانية، ويتخذ شكل دب يرتدي قبعة حوت قاتل، يطير بأجنحة طائر الرعد، ويركض على أقدام دب أسود.
حمل الفريق الأسترالي تميمته الخاصة طوال الألعاب (الكنغر الملاكم). وهذه التميمة لها تاريخ طويل مع الفرق الأسترالية، سواء لذوي الإعاقة أو غيرهم. استُخدمت لأول مرة من قبل الفائزين بكأس أمريكا، وتمثل "روح القتال الأسترالية" وتمنح الثقة للعديد من الرياضيين المشاركين.
أُطلق عليه لقب "BK"، وهو لا يُعتبر شخصًا عدوانيًا أو متعجرفًا، بل هو حازم عندما يتعلق الأمر بالدفاع عن مجد بلاده. كانت هذه التميمة المحبوبة تُستخدم من قبل المتفرجين لإظهار دعمهم للرياضيين الأستراليين، وغالبًا ما تُعلق أعلام التميمة على نوافذ السكن أو الشرفات تعبيرًا عن الفخر الوطني والجماعي. 
استخدام تميمة الكنغر الملاكم في ألعاب فانكوفر 2010 كان محاطًا بالجدل بسبب خلاف سابق بين الفريق الأولمبي الشتوي الأسترالي واللجنة الأولمبية الدولية، عندما وُصفت راية ضخمة تحمل التميمة وتغطي طابقين في قرية الرياضيين بأنها "ترويج تجاري مفرط" من قبل اللجنة.
وبعد انتقادات واسعة ضد اللجنة الأولمبية الدولية بشأن هذا القرار، توصل اجتماع بين اللجنة واللجنة الأولمبية الأسترالية إلى اتفاق يقضي بالسماح ببقاء الراية.

## الشعار
وُصف شعار الألعاب البارالمبية الشتوية لعام 2010 بأنه "يمثل روح المنطقة المستضيفة، ومسيرة الرياضيين، والانسجام بين الرياضي، ورياضته، وبيئته". وقد سعى الشعار إلى عكس "قوة الرياضي الداخلية الجبلية وتحوله الشخصي بينما يدفع نفسه نحو آفاق جديدة في سعيه للتميز".
من خلال تمثيل عناصر "الوادي، والجبل، والشمس على الساحل الغربي"، يُشكَّل شكل بشري. ويهدف التصميم العام إلى تكريم "العلاقة المنسجمة بين الرياضي والجبال، مُشيرًا إلى أن الرياضي والجبال كيان واحد".

## الأحداث
إضافة إلى الألعاب المعروضة بالفعل وهي: التزلج الألبي، هوكي الزلاجات الجليدية، البياثلون، التزلج الريفي على الثلج، وكيرلنغ الكراسي المتحركة، تمت إضافة حدث "السوبر كومبايند" في التزلج الألبي إلى البرنامج البارالمبي. ومن بين هذه الأحداث، شاركت أستراليا فقط في اثنتين: التزلج الألبي والتزلج الريفي على الثلج.

### التزلج على جبال الألب
النساء
| رياضي                             | حدث                                           | أخير    | أخير     | أخير         | أخير   |
| رياضي                             | حدث                                           | تشغيل 1 | تشغيل 2  | إجمالي الوقت | رتبة   |
| --------------------------------- | --------------------------------------------- | ------- | -------- | ------------ | ------ |
| جيسيكا غالاغر إريك بيكرتون (مرشد) | التزلج على الجليد للأشخاص ذوي الإعاقة البصرية | 57.57   | 56.83    | 2:04.35      | الثالث |
| جيسيكا غالاغر إريك بيكرتون (مرشد) | التزلج العملاق لذوي الإعاقة البصرية           | 1:41.24 | 1:43.40  | 3:24.64      | 7      |
| ميليسا بيرين آندي بور (مرشد)      | منحدر لذوي الإعاقة البصرية                    |         |          | 1:33.30      | 5      |
| ميليسا بيرين آندي بور (مرشد)      | التزلج على الجليد للأشخاص ذوي الإعاقة البصرية | 1.09.56 | 1.12.92  | 2.22.47      | 8      |
| ميليسا بيرين آندي بور (مرشد)      | التزلج العملاق لذوي الإعاقة البصرية           | 1:37.57 | لم أكمل  | لم أكمل      | -      |
| ميليسا بيرين آندي بور (مرشد)      | سوبر جي لضعاف البصر                           |         |          | 1:46.35      | 7      |
| ميليسا بيرين آندي بور (مرشد)      | سوبر مجتمعة ضعاف البصر                        | لم أكمل | لم يتقدم | لم يتقدم     | -      |

الرجال
| الرياضي                             | الحدث                              | الجولة الأولى | الجولة الثانية | الوقت الإجمالي | الترتيب   |
| ----------------------------------- | ---------------------------------- | ------------- | -------------- | -------------- | --------- |
| بارت بانتينغ(ناثان تشيفرز - المرشد) | انحدار لذوي الإعاقة البصرية        | –             | –              | لم يُكمل        | –         |
|                                     | التعرج الطويل لذوي الإعاقة البصرية | 1:28.85       | لم يبدأ        | –              | –         |
| شانون دالاس                         | انحدار جلوس                        | –             | –              | لم يبدأ        | –         |
|                                     | تعرج جلوس                          | 56.86         | 1:00.79        | 1:57.65        | 17        |
|                                     | التعرج الطويل جلوس                 | 1:23.10       | 1:26.42        | 2:49.52        | 6         |
|                                     | سوبر-جي جلوس                       | –             | 1:25.21        | –              | 11        |
|                                     | سوبر مشترك جلوس                    | 1:25.21       | لم يُكمل        | –              | –         |
| ميتشل غورلي                         | تعرج وقوف                          | 1:00.92       | 58.08          | 1:59.00        | 27        |
|                                     | التعرج الطويل وقوف                 | 1:15.76       | 1:17.27        | 2:33.03        | 12        |
|                                     | سوبر-جي وقوف                       | –             | 1:25.38        | –              | 10        |
| توبي كين                            | انحدار وقوف                        | –             | 1:25.26        | –              | 10        |
|                                     | تعرج وقوف                          | 56.28         | 54.70          | 1:50.98        | 11        |
|                                     | التعرج الطويل وقوف                 | 1:15.50       | 1:15.53        | 2:31.03        | 10        |
|                                     | سوبر-جي وقوف                       | –             | لم يُكمل        | –              | –         |
|                                     | سوبر مشترك وقوف                    | لم يُكمل       | لم يتأهل       | –              | –         |
| مارتي مايـبيري                      | انحدار وقوف                        | –             | 1:22.78        | –              | غير محدد  |
|                                     | تعرج وقوف                          | تم استبعاده   | لم يتأهل       | –              | –         |
|                                     | التعرج الطويل وقوف                 | لم يُكمل       | لم يتأهل       | –              | –         |
|                                     | سوبر-جي وقوف                       | –             | 1:30.50        | –              | 24        |
| كاميرون راهلز-راهبولا               | انحدار وقوف                        | –             | 1:22.88        | –              | 4         |
|                                     | تعرج وقوف                          | 53.08         | 54.61          | 1:47.69        | غير مذكور |
|                                     | التعرج الطويل وقوف                 | 1:13.73       | 1:15.34        | 2:29.07        | 6         |
|                                     | سوبر-جي وقوف                       | –             | 1:22.65        | –              | 5         |
|                                     | سوبر مشترك وقوف                    | 1:25.19       | 48.34          | 2:13.85        | غير مذكور |
| نيكولاس واتس                        | تعرج وقوف                          | 1:10.80       | لم يُكمل        | –              | –         |
|                                     | التعرج الطويل وقوف                 | 1:35.29       | 1:48.48        | 3:23.77        | 35        |
|                                     | سوبر-جي وقوف                       | –             | 1:47.84        | –              | 33        |

| رياضي            | حدث                                      | عامل % | مؤهل            | مؤهل    | مؤهل | نصف النهائي | نصف النهائي | أخير            | أخير     | أخير |
| رياضي            | حدث                                      | عامل % | في الوقت الحالى | نتيجة   | رتبة | نتيجة       | رتبة        | في الوقت الحالى | نتيجة    | رتبة |
| ---------------- | ---------------------------------------- | ------ | --------------- | ------- | ---- | ----------- | ----------- | --------------- | -------- | ---- |
| جيمس ميلار       | سباق السرعة الكلاسيكي لمسافة 1 كم، وقوفًا |        |                 | 3:47.97 | 22   | لم يتأهل    | لم يتأهل    | لم يتأهل        | لم يتأهل | 22   |
| جيمس ميلار       | 10 كم كلاسيكي، وقوفًا                     |        |                 |         |      |             |             | 33:12.7         | 22       |      |
| جيمس ميلار       | 20 كم حرة، واقفة                         |        |                 |         |      |             |             | 1:02:33.5       | 18       |      |
| دومينيك مونيبيني | سباق 1 كم كلاسيكي، جالسًا                 |        |                 | 2:27.60 | 26   | لم يتأهل    | لم يتأهل    | لم يتأهل        | لم يتأهل | 26   |
| دومينيك مونيبيني | 10 كم كلاسيكي، جلوس                      |        |                 |         |      |             |             | 30:26.7         | 22       |      |
| دومينيك مونيبيني | 15 كم حرة، جالسًا                         |        |                 |         |      |             |             | 44:55.7         | 17       |      |

## روابط خارجية
- الموقع الرسمي لدورة الألعاب البارالمبية فانكوفر 2010
- الموقع الرسمي للجنة البارالمبية الدولية
- دليل اللجنة البارالمبية الأسترالية الإعلامية فانكوفر 12-21 مارس 2010

قالب:NPCin2010WinterParalympics